# Chyše
Chyše település Csehországban, a Karlovy Vary-i járásban. Chyše Pšov, Lubenec, Čichalov, Žlutice, Manětín, Tis u Blatna és Žihle településekkel határos. Lakosainak száma 591 fő (2024. január 1.).

## Népesség
A település lakosságának változását az alábbi diagram mutatja:
| Lakosok száma | 2270 | 2086 | 1807 | 987  | 695  | 586  | 585  | 579  | 588  | 591  |
|               | 1869 | 1890 | 1921 | 1950 | 1980 | 2001 | 2017 | 2019 | 2022 | 2024 |